# رویال بلاد
رویال بلاد (به انگلیسی: Royal Blood) یک گروه موسیقی دو نفرهٔ راک انگلیسی است که در سال ۲۰۱۱ و در وورتینگ، انگلستان تشکیل شد. ترکیب فعلی متشکل از مایک کِر (خواننده، گیتار بیس، پیانو) و بن تاچر (درامز) است. صدای مشخص آنها حول سبک نوازندگی بیس مایک کِر ساخته شده‌است، که او را می‌بیند که از پدال‌های افکت و امپ‌های مختلف استفاده می‌کند تا صدای گیتار بیسِ خود را همزمان شبیه به گیتار الکتریک و گیتار بیس کند. این دو در سال ۲۰۱۳ با وارنر چپل میوزیک قرارداد امضا کردند و از آن زمان تاکنون چهار آلبوم استودیویی منتشر کرده‌اند. آخرین آلبوم آن‌ها تاکنون، «بازگشت به زیر آب» نام دارد که در سال ۲۰۲۳ منتشر شد.

## اعضای گروه
اعضای فعلی
- مایک کِر – آواز، گیتار بیس، کیبوردز، پیانو (۲۰۱۱–تاکنون)
- بن تاچر – درامز، پرکاشن، پیانو (۲۰۱۳–تاکنون)

اعضای فعلی تورها
- درن جیمز – کیبوردز، همخوان (۲۰۲۱–تاکنون)

اعضای پیشین
- مت سوان – درامز، پرکاشن (۲۰۱۱–۲۰۱۳)
- جو دنیس – گیتار (۲۰۱۱–۲۰۱۲)

اعضای پیشین تورها
- جودی اسکنتلبری – همخوان، درامز الکترونیکی (۲۰۱۷–۲۰۱۸، ۲۰۲۰–۲۰۲۲)
- ظریف دیویدسون – همخوان، درامز الکترونیکی (۲۰۱۷–۲۰۱۸، ۲۰۲۰–۲۰۲۲)

## آلبوم‌ها
- ۲۰۱۴: رویال بلاد (به انگلیسی: Royal Blood)
- ۲۰۱۷: چطور به اینقدر تاریکی رسیدیم؟ (به انگلیسی: How Did We Get So Dark?)
- ۲۰۲۱: طوفان‌ها (به انگلیسی: Typhoons)
- ۲۰۲۳: بازگشت به زیر آب (به انگلیسی: Back to the Water Below)

## جوایز و نامزدی‌ها
| سال  | سازمان                             | جایزه                              | نتیجه    | منبع.  |
| ---- | ---------------------------------- | ---------------------------------- | -------- | ------ |
| ۲۰۱۴ | بی‌بی‌سی                             | صدای ۲۰۱۴                          | نامزدشده | [ ۱ ]  |
| ۲۰۱۴ | جایزه مرکوری                       | آلبوم سال                          | نامزدشده | [ ۲ ]  |
| ۲۰۱۵ | جوایز ان‌ام‌ای                       | بهترین گروه اجرای زنده             | برنده    | [ ۳ ]  |
| ۲۰۱۵ | جوایز ان‌ام‌ای                       | بهترین گروه جدید                   | برنده    | [ ۳ ]  |
| ۲۰۱۵ | جوایز بریت                         | بهترین گروه بریتانیایی             | برنده    | [ ۴ ]  |
| ۲۰۱۵ | جوایز کرنگ!                        | بهترین تازه‌وارد بریتانیایی         | برنده    | [ ۵ ]  |
| ۲۰۱۵ | جوایز موسیقی ام‌تی‌وی اروپا          | بهترین راک                         | نامزدشده | [ ۶ ]  |
| ۲۰۱۵ | جوایز موسیقی ام‌تی‌وی اروپا          | بهترین هنرمند موفق                 | نامزدشده | [ ۶ ]  |
| ۲۰۱۵ | جوایز کیو                          | بهترین اجرای زنده                  | برنده    | [ ۷ ]  |
| ۲۰۱۵ | جوایز مجلهٔ کلاسیک راک              | آلبوم سال                          | نامزدشده | [ ۸ ]  |
| ۲۰۱۵ | جوایز جی‌ام‌ای گلوبال متال آپوکالیپس | گروه/هنرمند غیر متال شگفتی‌ساز      | برنده    | [ ۹ ]  |
| ۲۰۱۵ | جوایز موزیک ویدئوی بریتانیا        | بهترین ویدئوی راک/ایندی – بریتانیا | برنده    | [ ۱۰ ] |
| ۲۰۱۵ | جوایز موزیک ویدئوی بریتانیا        | بهترین انیمیشن در یک ویدئو         | برنده    | [ ۱۰ ] |
| ۲۰۱۵ | جوایز موزیک ویدئوی بریتانیا        | بهترین ویرایش در یک ویدئو          | برنده    | [ ۱۰ ] |
| ۲۰۱۶ | جوایز ان‌ام‌ای                       | بهترین گروه بریتانیایی             | نامزدشده | [ ۱۱ ] |
| ۲۰۱۶ | جوایز ان‌ام‌ای                       | بهترین گروه اجرای زنده             | نامزدشده | [ ۱۱ ] |
| ۲۰۱۷ | جوایز موسیقی لوس۴۰                 | جایزه هنرمند بلک جک لوس۴۰          | نامزدشده |        |
| ۲۰۱۷ | جوایز موسیقی ام‌تی‌وی اروپا          | بهترین راک                         | نامزدشده | [ ۱۲ ] |
| ۲۰۱۷ | جوایز موزیک ویدئوی بریتانیا        | بهترین ویدئوی راک/ایندی – بریتانیا | برنده    | [ ۱۳ ] |
| ۲۰۱۷ | جوایز موزیک ویدئوی بریتانیا        | بهترین جلوه‌های بصری در یک ویدئو    | نامزدشده | [ ۱۳ ] |
| ۲۰۱۸ | جوایز بریت                         | بهترین گروه بریتانیایی             | نامزدشده | [ ۱۴ ] |
| ۲۰۱۸ | جوایز کرنگ!                        | بهترین گروه بریتانیایی             | نامزدشده | [ ۱۵ ] |
| ۲۰۱۸ | جوایز موزیک ویدئوی بریتانیا        | بهترین ویدئوی راک/ایندی – بریتانیا | نامزدشده | [ ۱۶ ] |
| ۲۰۱۸ | جوایز موزیک ویدئوی بریتانیا        | بهترین کنسرت زنده                  | نامزدشده | [ ۱۶ ] |